# Alienation (album)
Alienation è il tredicesimo album in studio e dei Rockets, pubblicato nel 2021, ma registrato dalla formazione storica del gruppo tra il 1980 ed il 1981, che avrebbe dovuto seguire, nelle intenzioni del gruppo, il successo di Galaxy. Recuperato dagli archivi della CGD, che all'epoca rifiutò il lavoro, da Fabrice Quagliotti, ripulito e rimasterizzato, viene pubblicato quindi a 40 anni dalla registrazione.
Contiene la versione in studio della celeberrima "Non-Stop" proposta sempre dal vivo dal gruppo e la curiosità di un brano ("Ska'red") cantato da un non meglio individuabile Johnny X sull'identità del quale molte illazioni ed ipotesi vengono fatte.

## Tracce
1. Non-Stop – 5:27
2. Sky Invaders – 4:26
3. Venus Queen – 5:12
4. Electromental – 5:08
5. Talk About – 4:20
6. Ska'red – 4:10
7. Children of Time – 5:27
8. Collage – 6:47

## Formazione
- Christian Le Bartz - voce
- 'Little' Gérard L'Her - voce e basso
- Alain Maratrat - chitarra, tastiere e voce
- Alain Groetzinger - batteria e percussioni
- Fabrice Quagliotti - tastiere
- Johnny X - voce in "Ska'red"